# El cabo primero
El cabo primero es una zarzuela cómica en un acto, dividido en cuatro cuadros. Con libreto de Carlos Arniches y Celso Lucio, y música del maestro Manuel Fernández Caballero. Se estrenó con gran éxito en el Teatro Apolo de Madrid, el 24 de mayo de 1895.

## Comentario
Esta obra es un ejemplo de los temas militares llevados al terreno de la zarzuela. Carlos Arniches utiliza todas sus habilidades y recursos, para crear una obra interesante, con una trama sencilla pero bien llevada, creando personajes cómicos tan entrañables como el soldado Parejo y situaciones divertidas de gran efecto.
Por la parte musical, Manuel Fernández Caballero crea una variedad de números musicales en donde se puede apreciar la maestría a la hora de crear música popular. Se puede destacar de ella la romanza de Rosario, el Coro de Rancheros, o la divertida instrucción de las muchachas, que hoy en día se siguen recordando con agrado.

## Personajes
| Personaje                                            | Tesitura | Reparto del estreno, 24 de mayo de 1895 |
| ---------------------------------------------------- | -------- | --------------------------------------- |
| Parejo, soldado torpe y sobrino de Fabián            | actor    | Manolo Rodríguez                        |
| Juan, soldado enamorado de Rosario                   | actor    | José Riquelme                           |
| Juan, soldado enamorado de Rosario                   | actor    | José Riquelme                           |
| Fabián, tío de Parejo y hombre con un hijo ilegítimo | tenor    | José Mesejo                             |
| Victorio, médico militar y amigo de Fabián           | actor    |                                         |
| Melindres, soldado amigo de Parejo                   | actor    |                                         |
| Rosario, novia de Juan                               | soprano  | Joaquina Pino                           |
| Simona, criada fiel amiga de Rosario                 | actriz   | Pilar Vidal                             |

## Argumento

### Acto único
La acción se desarrolla en un campamento militar cercano a un pueblo de Salamanca, en la época del estreno (1895)

#### Cuadro primero
En el campamento, los reclutas se preparan para la instrucción. Parejo, le dicta una carta a Juan, el cual es el escribano de los soldados; al llamar al toque todos marchan. Llega Fabián, buscando a Victorio, el médico militar. Cuando llega, le pide urgente un permiso para el soldado Parejo, revelando que en realidad es hijo suyo, al cual nunca ha visto y quiere reconocerlo como legítimo, ya que Parejo lo conoce solo como su tío .Don Victorio encuentra una solución, fingiran que está enfermo y lo mandará a la casa de Fabián, en el pueblo. 
Juan ha observado la conversación y comenta con Simona, la criada de Fabián, la extrañeza de la visita al campamento, presupone que es por sus relaciones con Rosario, la hija de Fabián, a las cuales se opone. Simona le da una cita de Rosario, en el jardín de la casa, y que esta, en caso de alarma, imitará a un perro. Mientras, Victorio trata de convencer a Parejo de su enfermedad para mandarlo a casa, a lo que él accede con alegría marchándose con el pelotón de torpes.

#### Cuadro segundo
A las afueras del campamento, está Rosario con sus amigas, las cuales tratan de animarla. Entra Simona con noticias de Juan, el cual ha aceptado la cita. Fabián comenta a Colas, un pretendiente de Rosario, sobre el amor de ella, asegurándole su afecto, cosa que Colas no termina de creer. 
Llegan los soldados y realizan la instrucción, causando sorpresa en las muchachas, retando a los soldados a hacer la instrucción. Al final desfilan las muchachas ante las órdenes del sargento.

#### Cuadro tercero
En el bosque cercano al campamento, Juan corre a su cita con Rosario. Por otra parte, Parejo comenta con Melindres su buena suerte, al poder ir a casa de su tío y disfrutar de un poco de descanso, suscitando la envidia de Melindres.

#### Cuadro cuarto
En una sala de la casa de Fabián, están todos preparándose para dormir, Fabián está nervioso por quedarse a solas para ver a Parejo, el cual vendrá esa noche. 
Al quedar la escena sola, entra Juan por la ventana, buscando a tientas la entrada al cuarto de Rosario, provocando mucho ruido. Entra Fabián y abraza a Juan pensando que es su hijo, corre a llamar a los demás para presentarlo. Rosario y Simona reconocen a Juan y tratan de calmarlo, y que siga la farsa, llega Parejo causando el terror en los demás, le suplican que se marche y no revele su visita, él se niega en rotundo. Rosario lo convence y lo esconde dentro del armario, al llegar Fabián ensalza a Juan y le anima a abrazar a Rosario. 
Colás entra y cuenta todo lo que ha visto desde la ventana donde se había escondido, Fabián monta en cólera y trata de pegar a Parejo, pensando que es el novio que ronda a su hija. Juan pide calma y revela que Parejo no es el hijo, sino que el verdadero hijo llegará pronto en otro regimiento, y Juan demuestra la verdad de su cariño a Rosario, conmoviendo a Fabián. Concluye la obra con la felicidad de Rosario y Juan.

## Números musicales
- Acto único[2]
  - Introducción, Sargento y coro general: "Ta, tarara, taratatata"
  - Rancheros: "Hoy nos ha salido el rancho muy bueno"
  - Coro: "Cuéntanos Rosario todos tus pesares"
  - Romanza de Rosario: "Yo quiero a un hombre con toda el alma"
  - Sargento y Coro general: "¡De frente! ¡Qué tipos tan raros!"
  - Bis (Orquesta)
  - Rosario, Parejo, Simona y Juan, Final: "¡Ah, se pue pasar!"